# جک جونز (خواننده)
جک جونز (انگلیسی: Jack Jones؛ ۱۴ ژانویهٔ ۱۹۳۸ – ۲۳ اکتبر ۲۰۲۴) بازیگر، خواننده و موسیقی‌دان اهل ایالات متحده آمریکا بود. وی از سال ۱۹۵۹ میلادی تا پایان عمر مشغول فعالیت بوده‌است.